# Louise Lehzen
Johanna Clara Louise Lehzen, cunoscută și sub numele de baronesa Louise Lehzen, (n. 3 octombrie 1784, Hanovra, Sfântul Imperiu Roman – d. 9 septembrie 1870, Bückeburg, Saxonia Inferioară, Germania) a fost guvernanta și apoi însoțitoarea reginei Victoria a Regatului Unit.
Născută fiică a unui pastor luteran, în 1819 Lehzen a intrat în gospodăria ducelui de Kent, al patrulea fiu al regelui George al III-lea. Cinci ani mai târziu, Lehzen a fost numit guvernantă a singurului său copil, Prințesa Alexandrina Victoria. Tânăra prințesă a devenit a doua în linie la tronul britanic în 1827.
Educația Victoriei a fost predominant în sistemul Kensington, un sistem rigid, implementat de ducesa văduvă de Kent și de controlorul ei Sir John Conroy. Lehzen a fost puternic protector față de Victoria și a încurajat-o pe prințesă să fie puternică, informată și independentă de influența ducesei și a lui Conroy, provocând fricțiuni în gospodărie. Încercările de a o îndepărta pe guvernantă au eșuat, deoarece Lehzen a avut sprijinul unchilor regali ai Victoria. „Dragă, bună Lehzen” a ajuns în curând să le înlocuiască pe toate celelalte – inclusiv pe propria ei mamă – în ochii Victoria.
Când Victoria a devenit regină în 1837, Lehzen a servit ca secretar privat neoficial, locuind în apartamente adiacente reginei Victoria. Căsătoria reginei cu Prințul Albert în 1840 a rezultat în schimbări semnificative în casa regală. Albert și Lehzen s-au disprețuit reciproc, iar după ce prințesa regală s-a îmbolnăvit în 1841, Lehzen a fost demisă. Relația ei strânsă cu regina s-a terminat, deși cele două au continuat să își trimită scrisori. Lehzen și-a petrecut ani finali la Hanovra primind o pensie generoasă, și a murit în 1870. Lehzen a avut o influență majoră asupra personalității reginei Victoria, conferindu-i forța de a supraviețui copilăriei ei tulburi și vieții de tânără regină.

## Familia și viața timpurie
Johanna Clara Louise Lehzen s-a născut la Hanovra la 3 octombrie 1784, fiind cea mai mică dintre zece copii ai pastorului luteran Joachim Friedrich Lehzen cu soția sa Melusine Palm. Nevoită să lucreze pentru subzistență încă de tânără, Lehzen a fost angajată de familia germană aristocratică von Marenholtz. Ea a lucrat ca guvernantă pentru cele trei fiice ale familiei și a primit recomandări pozitive.
Pe baza acestor recomandări, Lehzen a devenit membră în gospodăria Prințesei Victoria, ducesa de Kent începând cu decembrie 1819. Ea a deținut funcția de guvernantă a prințesei Feodora de Leiningen, care avea doisprezece ani la acea vreme, fiica prințesei Victoria din prima căsătorie. În cea de-a doua căsătorie, Prințesa Victoria s-a căsătorit cu Prințul Edward Augustus, Duce de Kent și Strathearn, care era, la acea vreme, al patrulea în linia de succesiune pentru tronul britanic. Lehzen împreună cu întreaga gospodărie s-au mutat în Anglia în 1817 pentru că acolo trebuia să se nască copilul noii ducese de Kent, consolidând drepturile copilului de succesor la tron. Copilul născut a fost o fată, botezată Alexandrina Victoria după mama ei și nașul ei, Alexandru I al Rusiei ; ea avea să devină marea regina Victoria.

## Guvernată a Prințesei Victoria

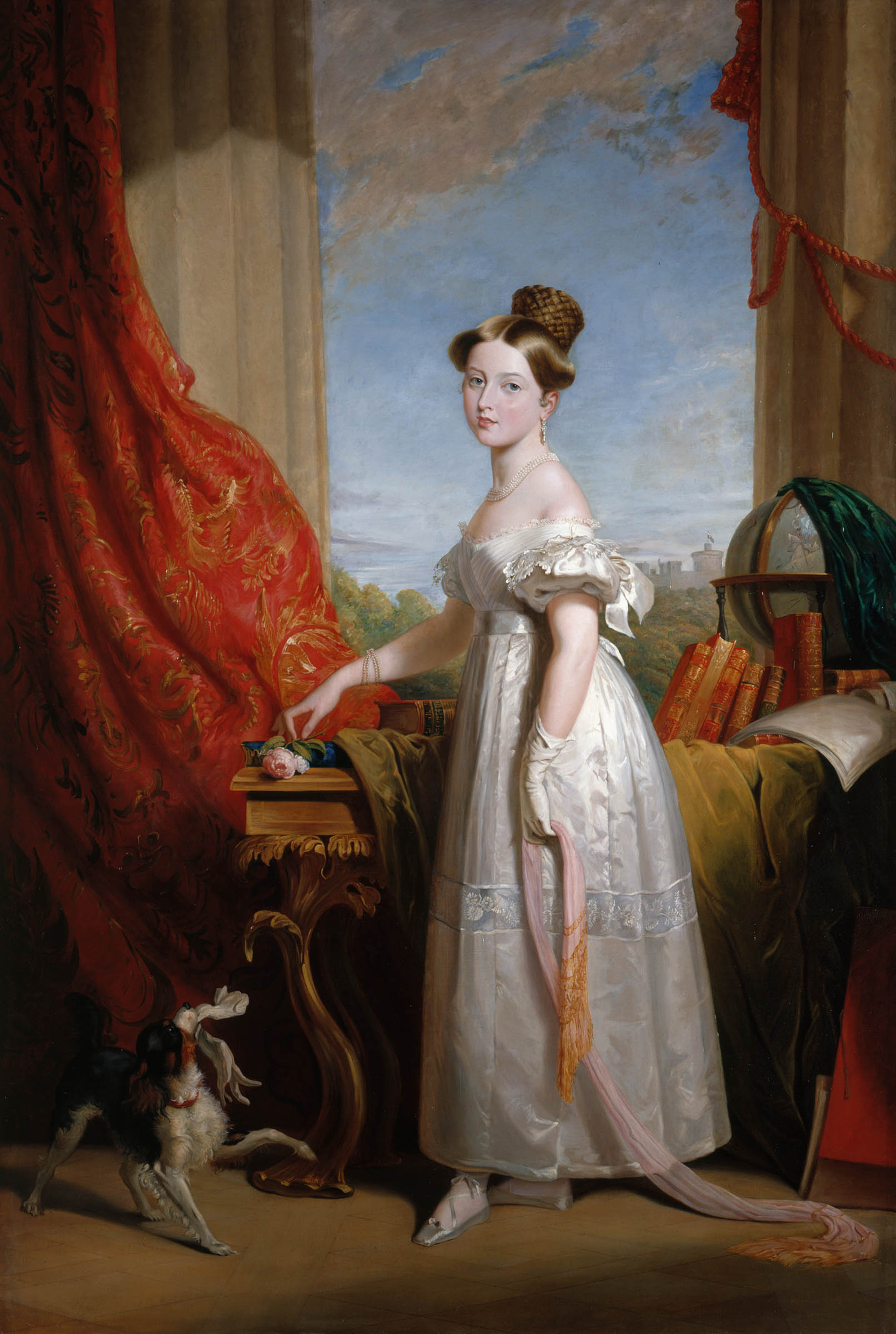
Prințesa Victoria cu câinele ei cocker spaniel numit Dash într-un tablou de George Hayter, 1833

Ducele de Kent a murit aproape subit în 1820, urmat la scurtă vreme de tatăl său, regele George al III-lea. Unchiul Victoriei, prințul regent, a urcat pe tron ca regele George al IV-lea. În acel moment Victoria era a treia în rând la tron, după unchii ei, Ducele de York și Ducele de Clarence, ambii fiind cu mult trecuți de vârsta mijlocie și niciunul dintre ei nu avea moștenitori legitimi. Ca potențial succesor, Victoria a trebuit să fie educată corespunzător. Feodora avea acum 14 ani și nu mai avea nevoie de serviciile unei guvernante. După concedierea doicii doamnei Brock, Lehzen – pe numele acesta a fost mereu numită în casă – a preluat îngrijirea fetiței Victoria care avea cinci ani  în 1824. Ducesa și controlorul ei, John Conroy, au acceptat numirea nu doar pentru că Lehzen era germană (deci nu engleză), dar și pentru că credeau că era improbabil ca aceasta să acționeze independent de voința lor.
Istoricul Christopher Hibbert o descrie pe Lehzen drept „o femeie frumoasă, în ciuda nasului și bărbiei ascuțite, deșteaptă, emotivă, lipsită de umor”. Deși la început s-a temut de alura severă a lui Lehzen, „draga, bună Lehzen” a ajuns în curând să ocupe un loc în inima Victoriei care le-a înlocuit pe toate celelalte, inclusiv pe propria ei mamă, ducesa de Kent. Lehzen a încurajat-o pe prințesă să nu aibă încredere în mama ei și în prietenii mamei și să-și păstreze independența. Guvernanta nu era interesată de bani și nu avea ambiții de câștiguri personale, preferând în schimb să-și dedice timpul și energia în întregime prințesei. Victoria a început să îi spună lui Lehzen „mamă” și „dragă Daisy” în privat, notându-și că Lehzen a fost „cea mai afectuoasă, devotată, atașată și dezinteresată prietenă pe care o am”. Ca parte a sistemului Kensington de educație stricta conceput de Conroy, după  anul 1824 Victoria trebuia să fie însoțită de Lehzen în orice moment al zilei; în consecință, lui Lehzen nu i s-a permis să o părăsească pe Victoria până când ducesa se ducea la culcare, și trebuia să o țină de mână pe prințesă când Victoria cobora scările.

### Baroneasa Lehzen
În 1827, Ducele de York a murit, lăsându-l pe Ducele de Clarence moștenitor prezumtiv, iar Victoria ajunge a doua în linie la tron. Regele George al IV-lea a exprimat dubii că Lehzen era  potrivită pentru a o pregăti pe Victoria. Ca răspuns, mama ei și Conroy l-au convins pe rege să le acorde lor ambele titluri, astfel încât prințesa să nu fie înconjurată de oameni de rând; Lehzen a devenit baroneasă a Regatului Hanovra. George al IV-lea a murit în 1830 și a fost succedat de fratele său, Ducele de Clarence, care a devenit regele William al IV-lea. William a recunoscut-o oficial pe Victoria drept moștenitoarea sa prezumtivă. Potrivit memoriilor lui Lehzen, în această perioadă a avut loc o scenă rușinoasă, în care Lehzen a strecurat o copie a genealogiei Casei Hanovra într-una dintre cărțile de lecții ale prințesei. După ce a examinat hârtia ceva timp, Victoria a ajuns să vadă că tatăl ei fusese următorul la rând după rege și că regina Adelaide nu avea copii supraviețuitori. Aceasta a fost prima dată când Victoria și-a dat seama de destinul pe care și-l asumase mulți încă de la naștere; și anume că va fi următorul monarh britanic. După o pauză, se spune că Victoria a spus „Voi fi bună”. Această poveste a intrat în legendele populare povestite viitoarelor generații engleze.
Regele William a numit-o pe prietena sa, ducesa de Northumberland, ca guvernantă oficială a prințesei Victoria în 1831, dar rolul era mai mult ceremonial, iar prințesa a continuat să depindă de Lehzen. Ducesa a fost destituită în 1837 de mama Victoriei pentru că a încercat să își extindă influența în educația pupilei sale regale. În acest timp, Lehzen nu a ocupat nicio poziție oficială la curte; în ciuda titlului ei recent dobândit, statutul ei de om din popor a continuat să fie o piedică.

### Educația Victoriei
Dorința ducesei și a lui Conroy de a o menține pe Victoria dependentă de ei a fost subminată de Lehzen, care dorea ca pupila ei să devină o femeie puternică și informată. Pe măsură ce Victoria a crescut, Conroy și ducesa au tot încercat să o îndepărteze pe Lehzen, sau cel puțin de a-i diminua influența. Asemenea tactici s-au dovedit fără succes, deoarece prințesa a devenit și mai devotată lui Lehzen decât înainte, așa cum se vede din jurnalele ei. Singurul prieten adevărat al lui Lehzen din gospodărie, baronesa Spath, fusese demisă brusc în 1828 la ordinul lui Conroy; zvonurile circulau cum că baronesa ar fi fost martoră la „familiarități” între el și ducesă. Membrii curții lui George al IV-lea au speculat că Lehzen va fi următoarea care va pleca, dar ea a păstrat tăcerea în legătură cu această problemă și și-a menținut poziția. În 1835, ducesa de Kent i-a scris fiicei sale o scrisoare aspră prin care i-a cerut ca Victoria să dezvolte o relație mai formală și mai puțin intima cu Lehzen. În același an (în care Victoria a împlinit șaisprezece ani), planurile de a o concedia pe Lehzen au eșuat după ce a îngrijit-o cu devotament pe Victoria  bolnavă timp de cinci săptămâni. Lehzen a sprijinit-o pe Victoria slăbită în refuzul ei de a semna un document pregătit de Conroy și ducesă care i-ar fi garantat lui Conroy o funcție atunci când Victoria va deveni regină. În timpul mandatului ei, Lehzen a avut sprijinul lui George al IV-lea, William al IV-lea și al unui alt unchi al Victoriei, Leopold I al Belgiei, care credeau cu toții că ea este esențială pentru sănătatea, fericirea și rezistența prințesei opusă influenței lui Conroy.
Educația primită de Victoria de la Lehzen a fost rudimentară, dar solidă. Spre deosebire de atitudinile predominante ale vremii, Lehzen, tutorele Dr. George Davys și alții au încurajat-o pe Victoria să caute să își îmbogățească cunoștințele. Davys responsabil cu „studiile fundamentale”, în timp ce Lehzen s-a concentrat pe „părțile mai ornamentale”, cum ar fi dansul. Dobândind o „educație iluminată”, prințesa a învățat să vorbească franceză, germană, latină și engleză, i-a plăcut istoria și i-au fost predate economie, geografie, matematică, politică, artă și muzică. Lehzen a fost severă, dar a răsplătit-o pe prințesă atunci când era ascultătoare. Într-o altă abatere de la  obiceiurile epocii, Lehzen a folosit puțin spre deloc pedepsele corporale ; cel puțin, nu există nicio menționare a acestora în documentele familiei.

## Victoria la putere
Când Victoria a urcat pe tron în 1837, Lehzen s-a bucurat de o poziție proeminentă la încoronare și a rămas la curte. La cererea ei, nu i s-a dat nicio funcție oficială, dar a fost de acord să primească un nou titlu, de „doamnă însoțitoare”. În rolul ei, ea a fost mutată la Palatul Buckingham ca un fel de secretar privat neoficial, a servit ca legătură principală pentru reședințele regale și a purtat cheile gospodăriei ca semn al funcției sale; semnătura ei era necesară pentru toate plățile facturilor comercianților. În acest punct, se pare că Lehzen a înlocuit-o total pe mama Victoriei atât în ceea ce privește influența, cât și afecțiunea; Apartamentele lui Lehzen se învecinau cu cele ale reginei, pe când ducesa de Kent a fost instalată într-o suită de camere departe de Victoria. În primii ani ai domniei Victoriei, mai ales înainte de căsătoria ei cu Prințul Albert de Saxa-Coburg și Gotha în 1840, Lehzen a avut o influență foarte puternică asupra opiniilor reginei atât politice, cât și asupra chestiunilor personale, în ciuda faptului că ea nu s-a implicat în mod deschis în treburile statului. Chiar și după căsătoria reginei, Lehzen a păstrat ușa privată ce dădea în dormitorul regal, ceea ce a constiuit o sursă de nemulțumire pentru noul soț al Victoriei.

### Înlocuită de Prințul Albert

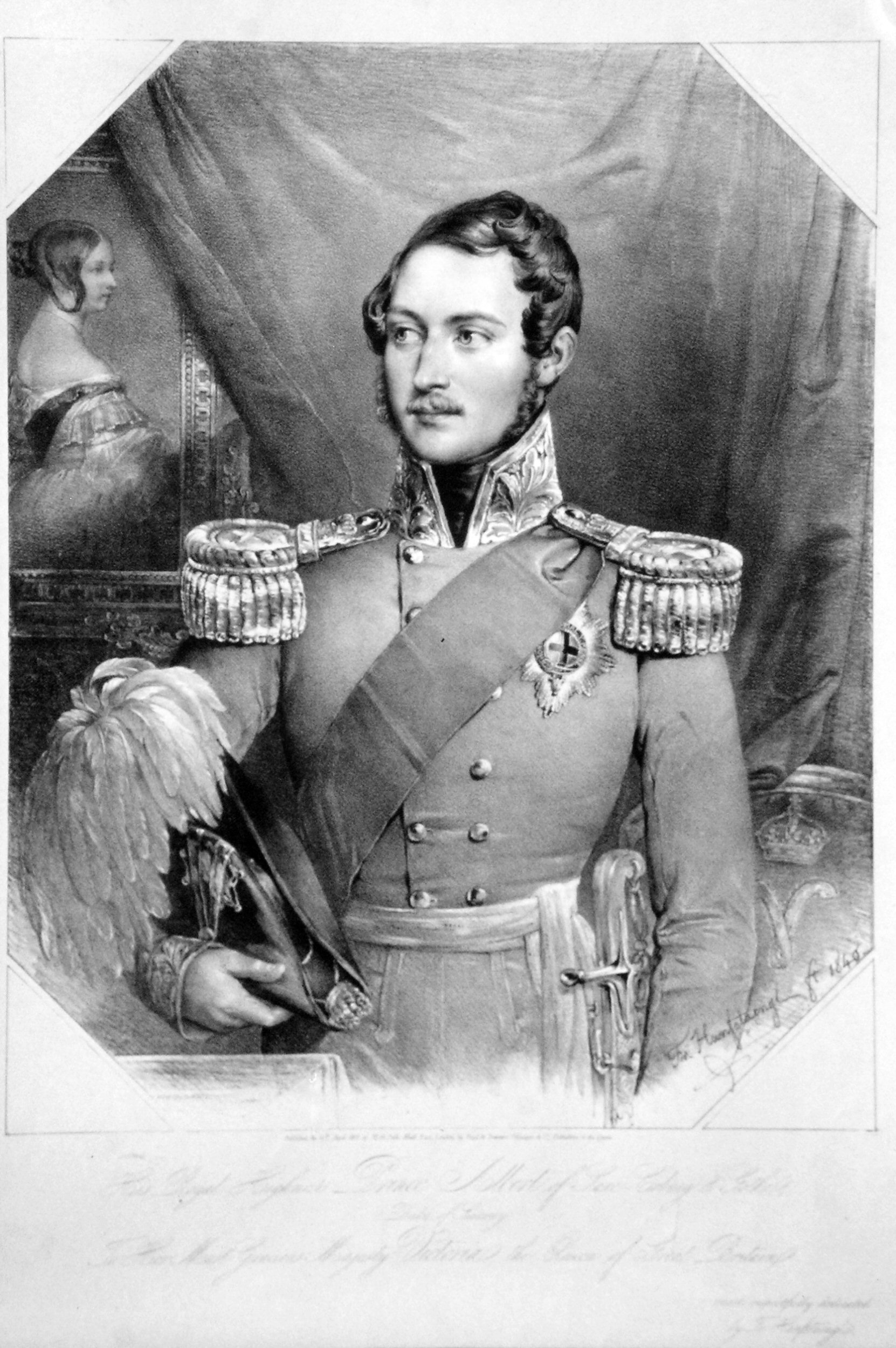
Căsătoria Victoria cu Prințul Albert a dus la dezacorduri și eventuala demitere a lui Lehzen.

Sosirea prințului Albert a dus la schimbări semnificative în gospodăria Victoriei. Lehzen se opusese planurilor ca Victoria să se căsătorească cu Albert, crezând că prințesa va fi o „a doua regina Elisabeta, virgină și liberă de o influența masculină”. Albert era bine educat și tocmai terminase un turneu în Europa, după ce studiase la Universitatea din Bonn. Curtea Victoriei l-a surprins neplăcut din cauza vederilor lui germane puritanice. Lehzen și Albert au dezvoltat repede o antipatie unul pentru celălalt; ea a subminat adeseori voința lui Albert în conducerea gospodăriei; Între timp, el o percepea ca pe o persoană respingătoare și nedemnă de prietenia reginei, referindu-se deschis la ea drept „cârfa” și „intrigantă nebună și proastă”.
Când s-a născut primul copil al Victoriei, Prințesa Regală, Victoria i-a încredințat lui Lehzen să se ocupe de aranjamentele pentru creșă. Lehzen a delegat asta diverșilor angajați, inclusiv a lui Sir James Clark, în ciuda împotrivirilor lui Albert care credea că medicul nu era potrivit pentru post, fiind deja discreditat în timpul aventurii cu Lady Flora Hastings cu un an înainte. La paisprezece luni, Prințesa Regală s-a îmbolnăvit, și-a pierdut pofta de mâncare și a devenit palidă și febrilă. Dr Clark a diagnosticat o afecțiune trecătoare, prescriindu-i incorect calomel, un medicament cu mercur și laudanum. De fapt, este mai probabil ca prințesa precoce să-și fi exprimat pur și simplu nemulțumirea față de schimbările din creșa regală, care au avut loc odată cu sosirea fratelui ei mai mic. Albert, un tată devotat, a confruntat-o pe Victoria cu privire la incompetența personalului selectat de Lehzen. A urmat o ceartă, după care Albert a declarat că va lăsa toate deciziile pe seama reginei și a spus că va fi pe conștiință ei dacă copilul moare.
La scurt timp după această ceartă Victoria a cedat soțului ei, nedorind să-l vadă nefericit. Ea a făcut o ultimă încercare de a o apăra pe Lehzen, descriind-o ca pe o femeie loială dezinteresată, care merita să rămână aproape de fosta ei pupilă. Dar, în fața hotărârii lui Albert, Victoria a concediat-o pe Lehzen, cu pretextul că ar fi bine pentru sănătatea ei. Pentru Albert, Lehzen era un servitor care încercase să se ridice deasupra rangului său, și dorea ca Victoria să se bazeze doar pe el. Lehzen a acceptat pretextul sănătății șubrede și a fost de acord să plece. În zilele premergătoare prelcării ei, ea i-a predat unele dintre îndatoririle ei lui Marianne Skerrett, una dintre vestiarele Victoriei, și i-a returnat cheile reginei. Lehzen a plecat la 30 septembrie 1842, lăsând un bilet în loc să vorbească direct cu Victoria, considerând că acest gest ar fi mai puțin dureros. Regina era dezobișnuită la început să nu o aibă pe Lehzen prin preajmă, petrecându-și aproape toată viața până în acel moment în prezența fostei guvernante. „A fost foarte dureros pentru mine... m-am trezit în această dimineață și mi-am dat seama că ea era cu adevărat departe”, a spus Victoria.

Vestea plecării lui Lehzen s-a răspândit prin curte și în alte părți. Rapoartele despre cauza au variat; Cronicarul de curte Charles Greville a scris că pleacă „pentru sănătatea ei (cum a declarat ea), pentru vreo cinci sau șase luni, dar se presupune că nu se va întoarce niciodată”. Totuși , The Times a raportat că pur și simplu își vizita prietenii din Germania. După plecarea ei, consilierul de familie, baronul Stockmar, a remarcat despre aventură că
A fost foarte dificil că Prințul să scape de [Lehzen]. A fost destul de nebună ă-i conteste influența și să nu se adapteze schimbării în poziția ei... Dacă ar fi făcut-o și l-ar fi împăcat pe P[rinț], ar fi putut rămâne la Palat până la sfârșitul vieții.

## Moartea și moștenirea

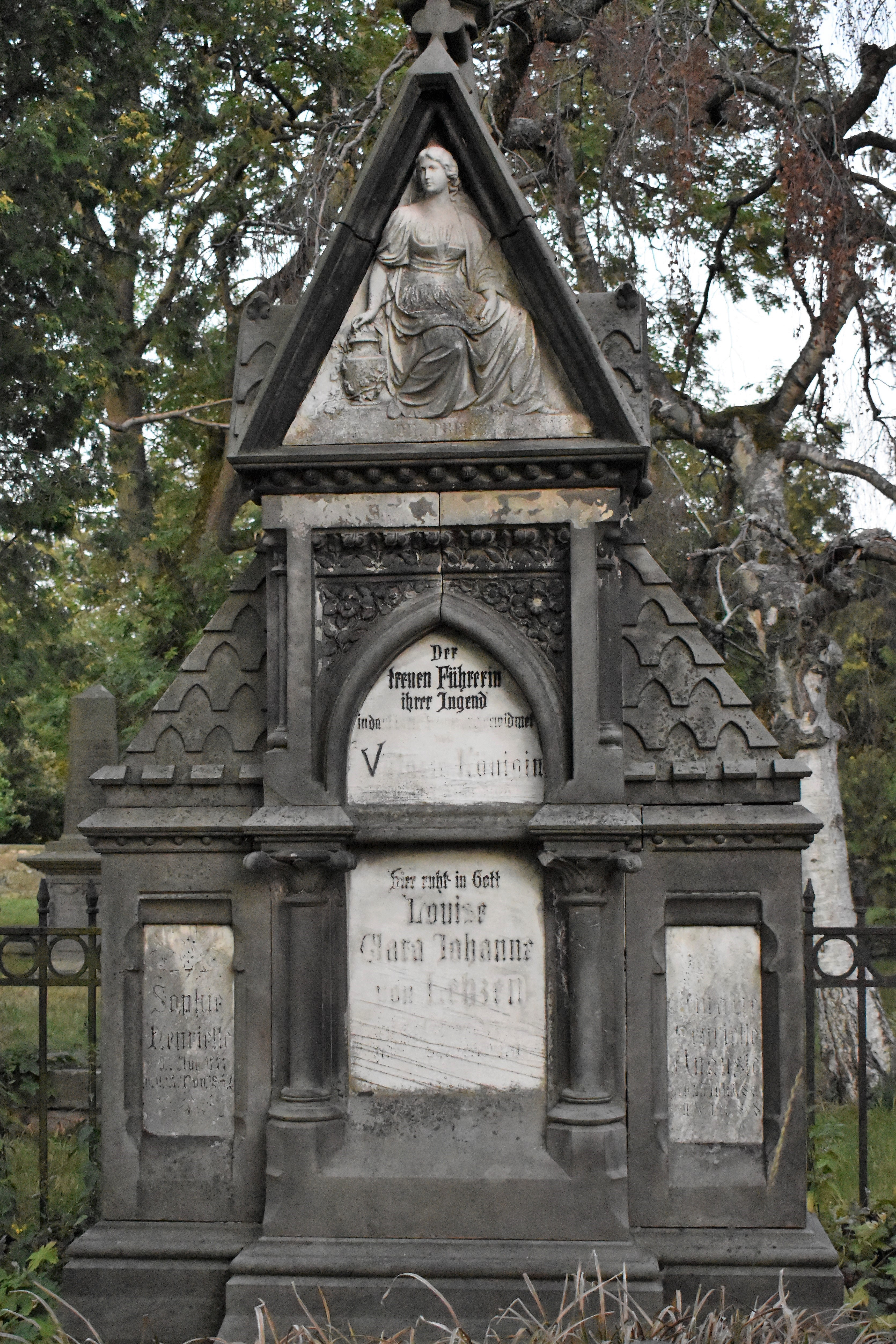
Mormântul lui Louise Lehzen la cimitirul Jetenburg din Bückeburg.

După ce Lehzen a fost demisă de la curte, s-a întors în Germania natală, locuind în Bückeburg. Ea a locuit cu sora ei din pensia generoasă oferită de Victoria, o sumă anuală de 800 de lire sterline. Ea a ornat pereții casei sale cu portrete ale reginei. Deși sora ei a murit câteva luni mai târziu, baroneasa a continuat să-și sprijine financiar numeroasele nepoate și nepoți. Lehzen a continuat să o privească pe Victoria cu afecțiune, iar regina îi scria regulat fostei ei guvernante, la început săptămânal și mai târziu lunar la cererea lui Lehzen. Când a vizitat rude în Germania, regina a venit să o viziteze de două ori în privat. Baronesa Lehzen a murit la Bückeburg la 9 septembrie 1870, înmormântată în cimitirul Jetenburger. Regina Victoria a comandat să se ridice un memorial pentru ea. După moartea lui Lehzen, regina Victoria a vorbit despre recunoștința ei pentru relația lor, dar a comentat „după ce am ajuns pe tron, a ajuns să fie destul de încercată, și mai ales după căsătoria mea... [Aceasta nu a fost] dintr-o intenție rea, doar datorită unei interpretări greșite a datoriei și a afecțiunii sale pentru mine.”
În timpul petrecut la curtea britanică, Lehzen a atras atenția în afara casei regale pentru relația ei strânsă cu Victoria. A fost criticată pentru influența ei asupra reginei, în special din partea celor cărora le displăceau influențele germane la curte. Pamflete, multe lansate de partidul Tory, se plângeau de „străina adăpostită în țara noastră” și de „consilierii răi” din jurul Victoriei. Un pamflet, în special, publicată cu titlul de Scrisoarea de avertizare către baronesa Lehzen, a declarat că „o anumită doamnă străină a tras firele unei conspirații diabolice în care Lady Flora urma să fie prima victimă”, o referire la afacerea Flora Hastings. Mai pozitiv, The Times a descris-o odată „a avut o poziție confidentă și strictă cu privire la persoana Suveranului”.  Ca un semn al influenței politice pe care se presupune că o deținea, în 1838, zvonurile false sugerau că Lehzen a fost „înrolată” în partidul Whig și că i a primit „o propunere urgentă de căsătorie” de către prim-ministrul Whig, vicontele Melbourne.  În ciuda tuturor acestor critici, istoricul Gillian Gill descrie modul în care Lehzen a fost sinceră și modestă; chiar și după ce Victoria a urcat pe tron, se pare că ea nu ar fi cerut bani în plus sau un rang mai mare, preferând în schimb compania reginei. Istoricul KD Reynolds adaugă că Lehzen a avut o influență majoră asupra caracterului și dezvoltării morale a Victoriei, în special oferindu-i reginei puterea de a supraviețui copilăriei ei tulburi și domniei la o vârstă tânără. Nu toată influența ei a fost însă pozitivă; Reynolds speculează, de asemenea, că criza dormitorului regal din 1839 a provenit parțial din refuzul Victoria de a o pierde pe Lehzen.
Baronesa Lehzen a apărut de mai multe ori în film și televiziune. Ea a fost interpretată de Renée Stobrawa în filmul german Mädchenjahre einer Königin din 1936, Greta Schröder în filmele Victoria cea Mare și Șaizeci de ani gloriosi, Barbara Everest în Primul Ministru din 1941, Magda Schneider în serialul de televiziune din 1954 Povestea lui Vickie, Olga Fabian. într-un episod din Hallmark Hall of Fame, Patience Collier în Edward al șaptelea, Diana Rigg în serialul de televiziune din 2001 Victoria &amp; Albert, Jeanette Hain în filmul din 2009 The Young Victoria și Daniela Holtz în serialul de televiziune din 2016 Victoria. 